# Костёл Успения Пресвятой Богородицы (Золочев)
Костел Успения Пресвятой Богородицы (укр. Костел Успіння Пресвятої Богородиці) — памятник архитектуры барокко в городе Золочеве Львовской области, один из главных достопримечательностей и архитектурная доминанта города.

## История
В XVIII веке главным католическим храмом Золочева была нынешняя Церковь Воскресения Христова. Немного позже возникла необходимость о возведении нового храма. Строительство костёла началось в 1731 года и длилось более 30 лет. Бывший приходской костёл был передан униатам. Впоследствии костёл неоднократно реставрировался и перестроился.
В советское время костёл был одним из немногих действующих католических храмов в стране. В 1945—1992 годах приходским ксёндзом костёла был Ян Ценский — единственный украинский епископ РКЦ в советские времена с 1967 года. В начале 50-х годов XX века был закрыт монастырь Пиаров, а в монастырских помещениях разместили цехи швейной фабрики, которая действует до наших дней.

## Описание
Трёхнефный костёл построен в 1731—1763 годах из кирпича и камня. Главный фасад на пять осей, имеет пять углублений для размещения скульптур. Фасад в три яруса, имеет горизонтальные карнизы и украшение пилястрами. На первом ярусе пилястры ионического, на втором — коринфского ордеров. Полуциркульные углубления украшенные растительными узорами эпохи позднего барокко. Центральный портал подчеркнут небольшим балконом с кованной решеткой. Фасад имеет лишь одну башню слева.
Реставрация проведена в 1878 году, когда построили башню и установили часы. Крышу костела покрыли оцинкованным железом, в углубления поставили пять скульптур, сохранились. В XIX веке выполнены стенописи за алтарем и на сводах главного нефа. Второй раз реставрация прошла в 1907 году.

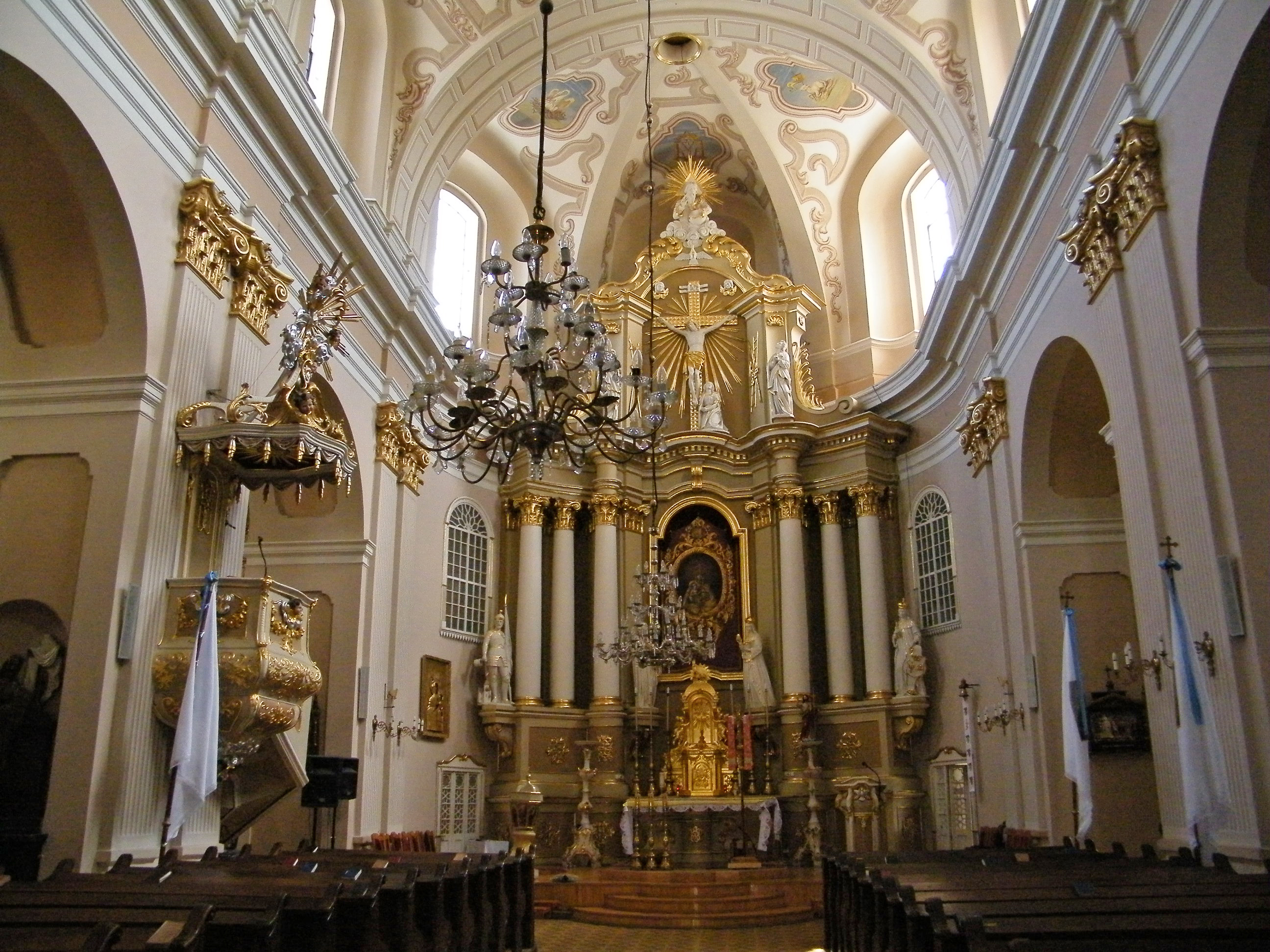
Интерьер костёла
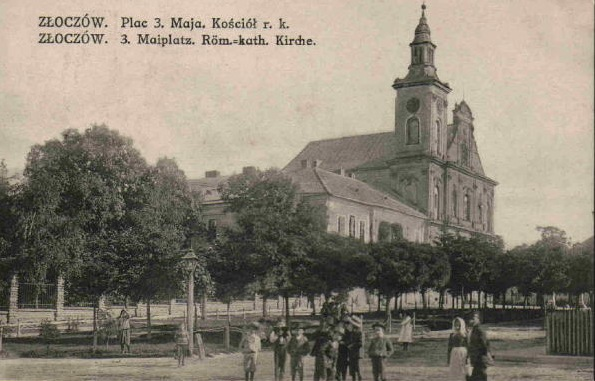
Костёл в начале XX века
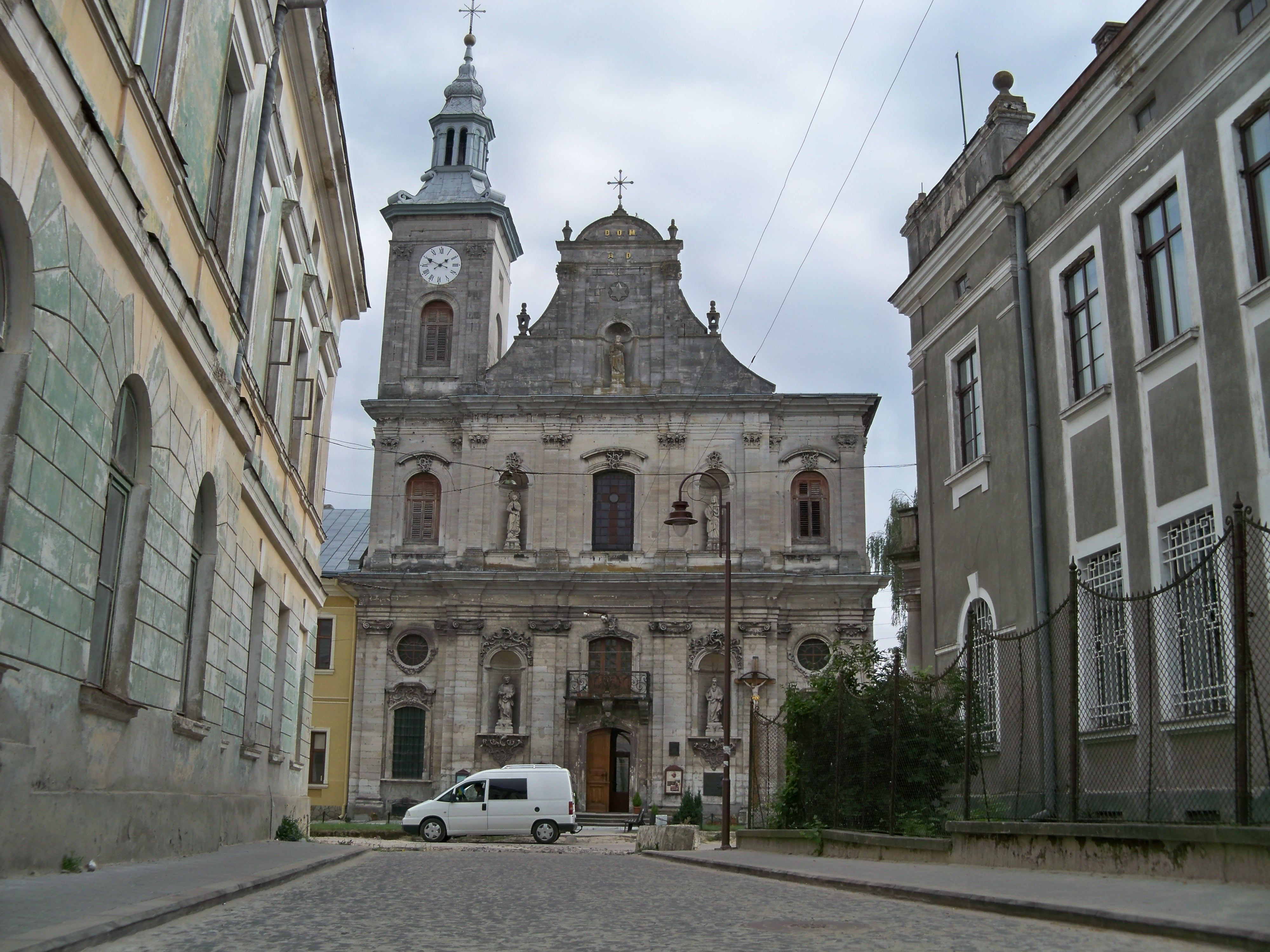
Современный вид
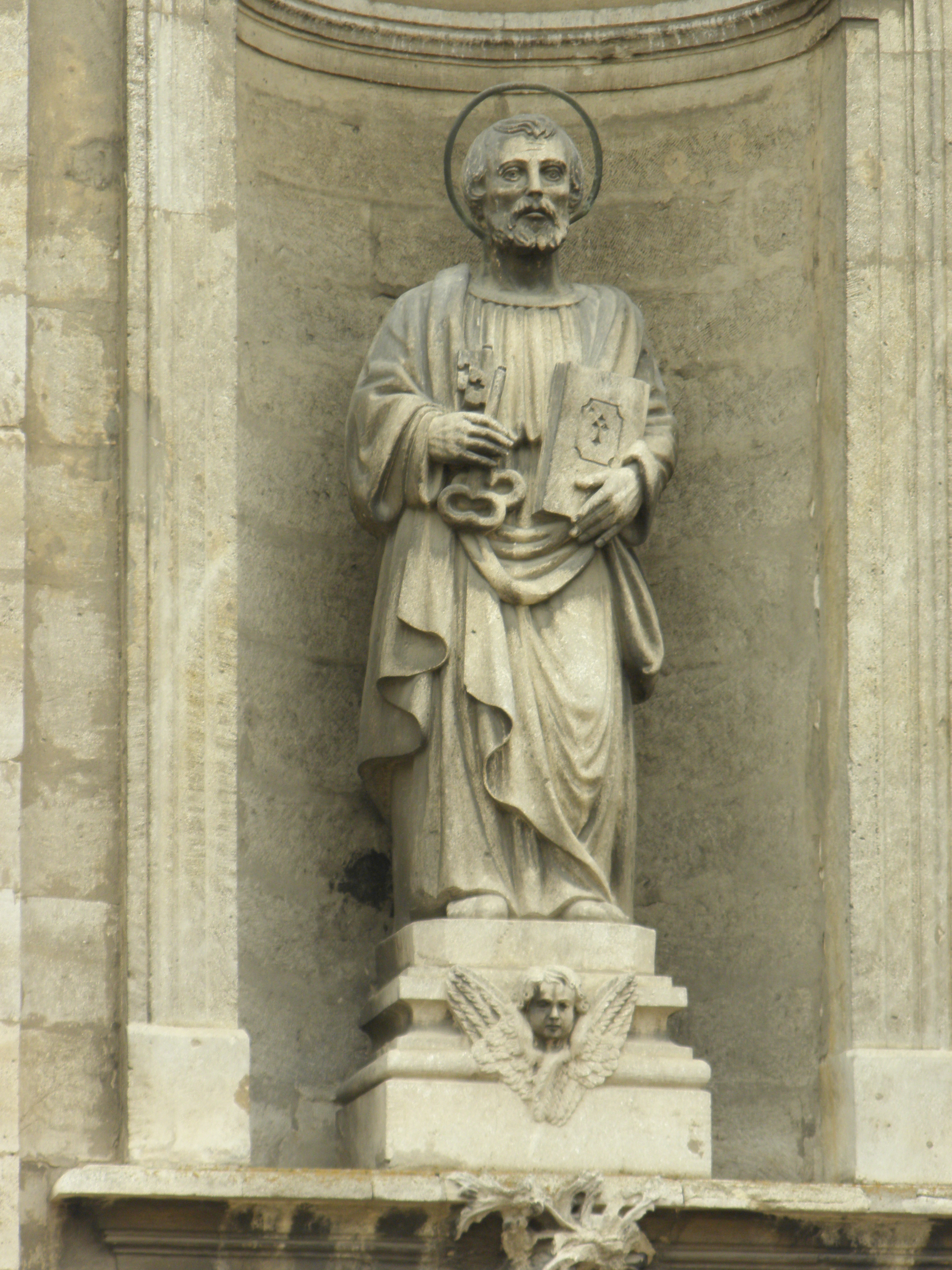
Скульптура св.Петра